# Relaciones Ecuador-Perú
Las Relaciones Ecuador-Perú se refieren a las relaciones entre la República del Ecuador y la República del Perú comenzadas oficialmente entre ambas naciones independientes el 12 de julio de 1832 con la firma de los primeros tratados conocidos como tratado Pando-Noboa. Ambas naciones se encuentran ubicadas en la parte noroccidental de Sudamérica y comparten una frontera terrestre de 1 529 km. Ambos son miembros de la Comunidad Andina y el Foro para el Progreso de América del Sur.

## Historia
El Perú y Ecuador comparten una larga historia desde la época del Imperio incaico, en la cual Quito fue un importante centro administrativo en la región.
Durante la época virreinal, la provincia de Quito perteneció al Virreinato del Perú hasta las Reformas Borbónicas implementadas por el rey Felipe V, incorporándolas al reciente Virreinato de Nueva Granada, situación que seguiría hasta la independencia.
Durante la etapa emancipadora y los primeros años, el territorio que más tarde se convertiría en el Estado de Ecuador, consistente en la Provincia Libre de Guayaquil y Ecuador estuvieron dentro de la gran Colombia, que más tarde subdividiría la región en varios departamentos (Guayaquil, Ecuador y Azuay). Ya en aquellos años, Perú y la Gran Colombia tuvieron diferendos territoriales relativos al postulado ecuatoriano de posesión de las zonas de Tumbes, Jaén y Maynas. Una situación reconocida por ambos países en el Tratado de Guayaquil suscrito tras la guerra grancolombo-peruana.
Con la disolución de la Gran Colombia y la Independencia de Ecuador, el nuevo Estado del Ecuador continúo el litigio con Perú, aunque la República del Perú no consideró la herencia política de Ecuador respectoa  los acuerdos suscritos con la Gran Colombia y basó su política territorial para con Ecuador en las firmas bilaterales comenzadas con el tratado Pando-Noboa. Ambos países tendrían constantes tensiones por estos temas territoriales que no se resolverían sino hasta la firma del Protocolo de Paz, Amistad y Límites de Río de Janeiro en 1942 y su posterior consolidación con la firma del Acta de Brasilia en 1998. Desde entonces, ambos países han vivido una creciente mejora y fortalecimiento de sus relaciones, lo que ha llevado a un mayor intercambio comercial.

### Guerra peruano-ecuatoriana
La guerra peruano-ecuatoriana comenzó el 5 de julio de 1941 y terminó con la firma del Protocolo de Río de Janeiro el 29 de enero de 1942.

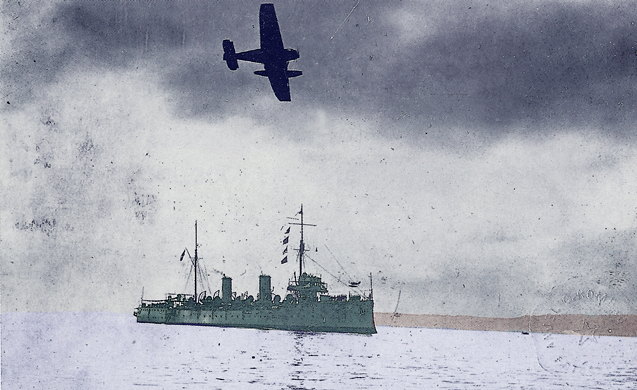
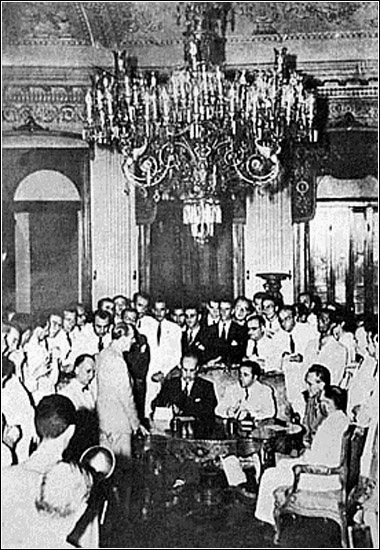

### Conflicto del Cenepa
Entre el 26 de enero y 28 de febrero de 1995 ocurrió el enfrentamiento bélico entre Ecuador y Perú. El conflicto terminó con la firma del Acta de Brasilia el 26 de octubre de 1998.

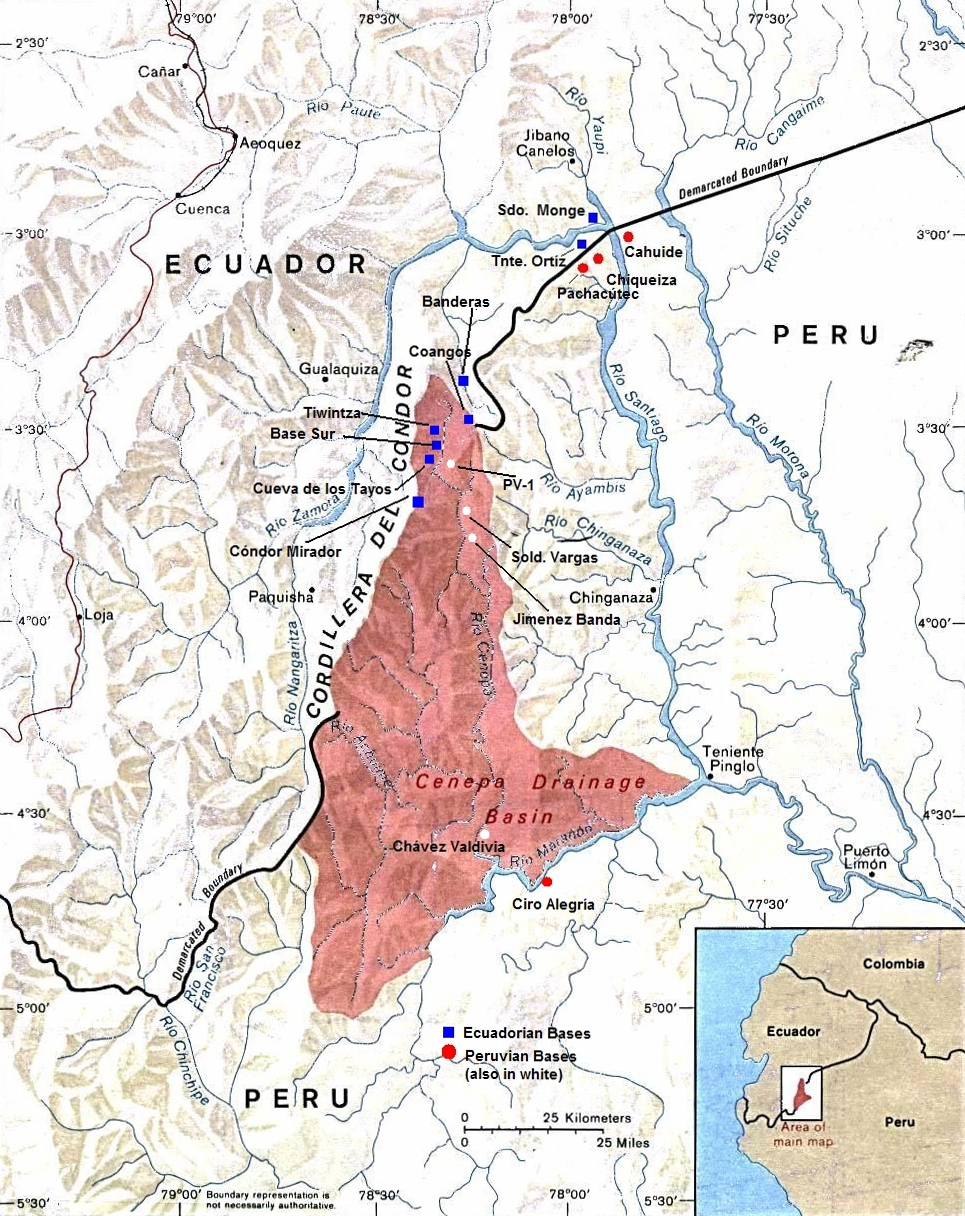

### Historia reciente
En el 2007, se estableció el gabinete binacional entre Ecuador y Perú en Tumbes.
El 2 de mayo de 2011, Ecuador y Perú suscriben el Acuerdo de Límites Marítimos.
En el 2017 se anunció el pedido de asilo político en Perú por parte de Fernando Villavicencio, acusado en Ecuador de filtrar de manera ilegal información confidencial de altos cargos públicos.
El 14 de junio del 2023, se inauguró el segundo Centro Binacional de Atención Fronteriza (Cebaf), entre Loja y Piura.
El 9 de enero de 2024 el ministro del Interior, Víctor Torres, dispuso el envío un contingente de la policía para reforzar la seguridad en la frontera con el Ecuador.

## Relaciones económicas
Ecuador y Perú conforman parte de la Zona Andina de Libre Comercio de la Comunidad Andina que permite la libre circulación de mercancías.
En turismo, Ecuador es emisor de turistas al Perú con 250.000 visitantes en el 2014. En el 2019, Perú registró 268.179 turistas que fueron provenientes de Ecuador, siendo el tercer país emisor de turistas al Perú después de Chile y Estados Unidos.
Por otro lado, Perú es el tercer emisor de turistas al Ecuador, entre el 2007 y 2013, con 150.000 visitantes.
El intercambio comercial entre Perú y Ecuador superó los 2.400 millones de dólares en el 2018, las exportaciones ecuatorianas a Perú fueron de 1.615 millones de dólares mientras que las exportaciones peruanas hacia Ecuador alcanzaron los 847 millones de dólares.

## Migración
Ecuador representa el 0,5% de la emigración internacional de peruanos al 2013. Asimismo, los ecuatorianos representa el 3.9% de los inmigrantes en el Perú entre 1994 – 2012. Los ecuatorianos son la tercera comunidad extrajera con 1,1% (14 mil 156) de los residentes extranjeros en el Perú.
La comunidad de peruanos en Ecuador es de 14000. Muchos de los peruanos se fueron por trabajo en los década de 1980 cuando Perú se padecía el terrorismo.

## Visitas de alto nivel
Visitas presidenciales de Ecuador a Perú
- Presidente Guillermo Lasso (2022 y 2023)[16][17]
- Presidente Daniel Noboa (2024)[18]

Visitas presidenciales del Perú a Ecuador
- Presidente Pedro Castillo (abril de 2022)[19]

## Gabinete Binacional Ecuador-Perú
- El XV encuentro binacional se realizó en Lima, Perú, el 4 de julio de 2024 con los presidentes Daniel Noboa y Dina Boluarte.[20]

## Misiones diplomáticas
- Ecuador tiene una embajada en Lima y un consulado en Tumbes.
- Perú tiene una embajada en Quito y consulados-generales en Guayaquil, Loja y Machala y un consulado en Macará.[21]

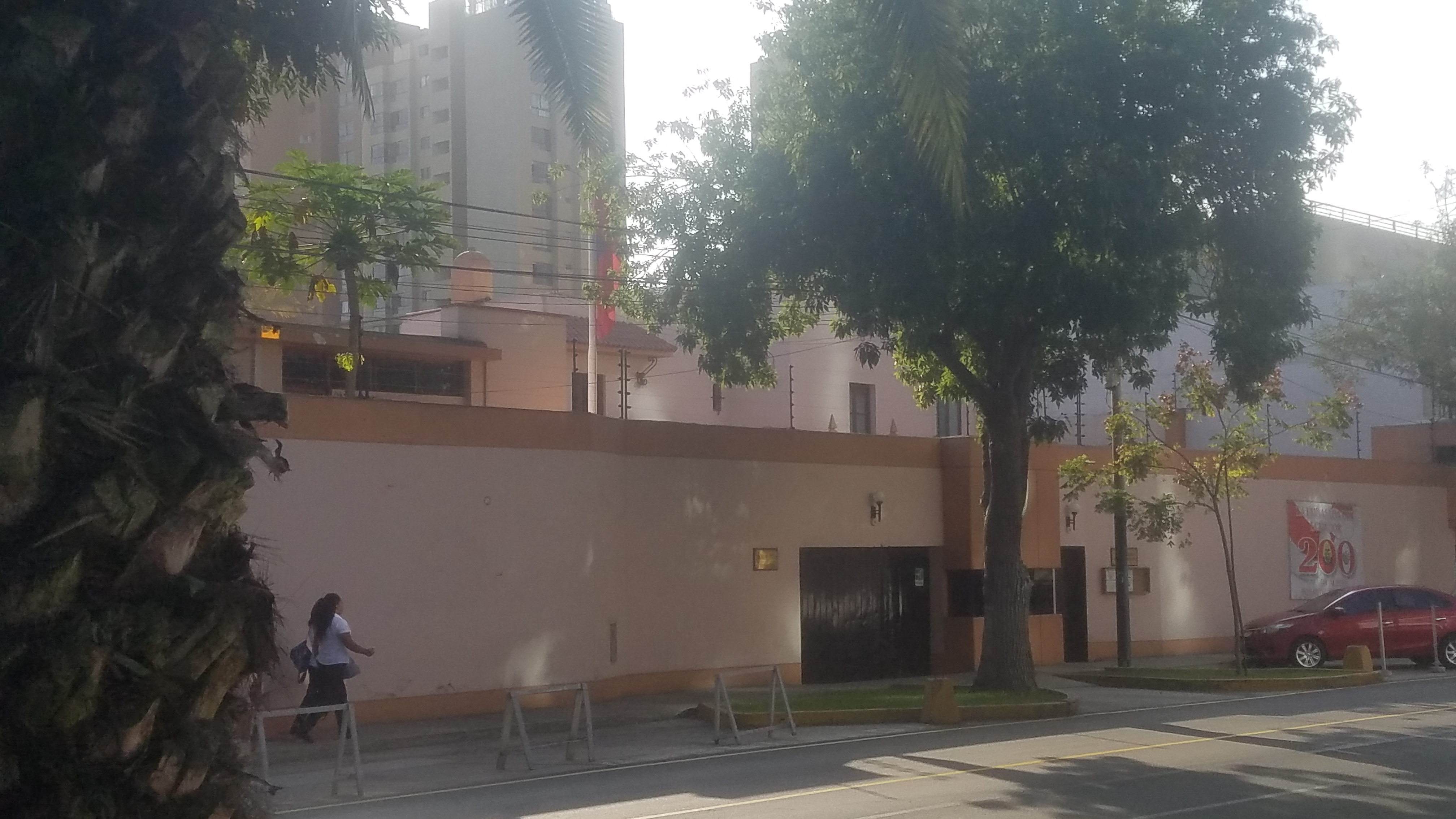
Embajada de Ecuador en Lima
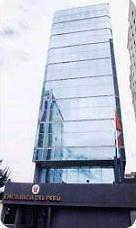
Embajada del Perú en Quito